# 希日曼山
希日曼山（英語：Mount Hirman），是南極洲的山峰，位於埃爾斯沃思地，屬於貝倫特山脈的一部分，美國地質調查局根據測量和美國海軍拍攝的空中照片繪入地圖，現時由南極條約體系管理。